# Plesiopelma arevaloae
Plesiopelma arevaloae is een spinnensoort uit de familie van de vogelspinnen (Theraphosidae).
De wetenschappelijke naam van de soort werd in 2024 gepubliceerd door Victoria Arias en Fernando Pérez-Miles.
De soort komt voor in Uruguay.